# Ахмеров Габіт Абдуллович
Габіт Абдуллович Ахмеров (24 лютого 1921 — 11 квітня 1996) — Герой Радянського Союзу (1944). У роки німецько-радянської війни був помічником командира вогневого взводу батареї 45-міліметрових гармат 62-го гвардійського кавалерійського полку 16-ї гвардійської кавалерійської дивізії 7-го гвардійського кавалерійського корпусу Центрального фронту, гвардії старший сержант.

## Біографія
Народився 24 лютого 1921 року в селі Старий Четирман нині Федоровського району Башкортостану в селянській родині. Башкир. Член ВКП(б) з 1943 року. Освіта неповна середня. У 1936—1941 роках працював у колгоспі «Салават», вчителем Юлдашевської початкової школи Федоровського району.
У грудні 1941 року добровільно через Федоровський райвійськкомат Башкирської АРСР вступив до лав Червоної армії. У діючій армії з квітня 1942 року.
Габіт Ахмеров особливо відзначився в боях на території Чернігівщини.
Звання Героя Радянського Союзу з врученням ордена Леніна і медалі «Золота Зірка» (№ 3024) гвардії старшому сержантові Ахмерову Габіту Абдулловичу присвоєно Указом Президії Верховної Ради СРСР від 9 лютого 1944 року.
У 1945 році А. Ахмеров закінчив Тамбовське кавалерійське училище. З листопада 1945 року у званні лейтенанта вийшов у запас.
Працював у Федоровському районі дільничним інспектором райвідділу МВС, головою колгоспів «Салават», імені Пушкіна, головою Балу-Четирманської сільської Ради, в радгоспі «Пугачевський».
Помер 11 квітня 1996 року.

## Нагороди
- Медаль «Золота Зірка» Героя Радянського Союзу (№ 3024) (09.02.1944)[2][3]
- Орден Леніна
- Орден Вітчизняної війни I ступеня (03.11.1943)[4]
- Орден Вітчизняної війни I ступеня (06.04.1985)[5]
- Медалі, в тому числі:
  - Медаль «За відвагу» (18.06.1943)[6]
  - Медаль "За перемогу над Німеччиною у Великій Вітчизняній війні 1941—1945 рр .. "
  - Ювілейна медаль "Двадцять років Перемоги у Великій Вітчизняній війні 1941—1945 рр .. "
  - Ювілейна медаль "Тридцять років Перемоги у Великій Вітчизняній війні 1941—1945 рр .. "
  - Ювілейна медаль "Сорок років Перемоги у Великій Вітчизняній війні 1941—1945 рр .. "

## Пам'ять
- Похований у селі Старий Четирман Федоровського району Башкирії.
- Ім'я Г. А. Ахмерова викарбувано золотими літерами на меморіальних дошках разом з іменами всіх 78-й Героїв Радянського Союзу 112-ї Башкирської (16-ї гвардійської Чернігівської) кавалерійської дивізії, встановлених у Національному музеї Республіки Башкортостан (місто Уфа, вулиця Радянська, 14) і в Музеї 112-ї (16-ї гвардійської) Башкирської кавалерійської дивізії.